# Mož iz Tollunda
Mož iz Tollunda je ime, ki so ga znanstveniki nadeli naravni mumiji, ki so jo leta 1950 našli pri kopanju šote v barju na danskem polotoku Jutland. Kasnejša analiza je pokazala, da gre za moškega, ki je živel v 4. stoletju pr. n. št. v tako imenovani predrimski železni dobi. Kisla šota je truplo tako dobro ohranila, da so sprva mislili, da gre za žrtev nedavnega zločina. V istem barju so dvanajst let pred tem odkrili podobno ohranjeno naravno mumijo ženske, ki so jo poimenovali Ženska iz Ellinga.

## Odkritje
6. maja 1950 sta brata Viggo in Emil iz vasice Tollund na danskem polotoku Jutland rezala šoto na barju Bjældskovdal, kakšnih 12 km zahodno od Silkeborga na Danskem. Ženski, ki sta jima pomagali pri nalaganju šote, sta v eni od plasti šote opazili truplo, ki je bilo tako dobro ohranjeno, da so mislili, da gre za žrtev nedavnega umora. O najdbi so v torek, 8. maja 1950, obvestili policijo iz Silkeborga. Policija je bila pri odkrivanju časa smrti tako zbegana, da je za pomoč prosila profesorja arheologije, Petra Globa. Po prvih terenskih raziskavah je profesor Glob predvideval, da gre za najverjetnejšo žrtev obrednega žrtvovanja in ocenil starost trupla na več kot 2000 let.
Truplo, ki so mu nadeli ime Mož iz Tollunda, se je nahajalo kakšnih 50 metrov daleč od trdnih tal in je ležalo na globini približno 2 m, pod več plastmi šote. Truplo je bilo v grob položeno v položaju zarodka. Truplo je bilo golo, na glavi pa je imelo kapo iz ovčjega usnja in volne, ki je bila pod brado privezana z vrvico iz tkanine. Okoli pasu je imelo gladek usnjen pas. Okoli vratu je imelo zadrgnjeno zanko iz pletene usnjene vrvi, ki je potekala vzdolž hrbta. Mož iz Tollunda je imel kratko pristrižene lase in 1 mm dolgo strnišče nad zgornjo ustnico in na bradi, iz česar sklepajo, da se na dan smrti ni obril.
Znanstveniki so mnenja, da je bil Mož iz Tollunda usmrčen kot obredna žrtev in ne kot kriminalec. To naj bi nakazovala posmrtna lega telesa in dejstvo, da so bile njegove oči in usta zaprta.

## Znanstveni zaključki
Radiometrično datiranje Moža iz Tollunda je pokazalo, da je umrl nekje med leti 375 in 210 pr. n. št. Razlog za ohranjenost mehkih tkiv je visoka kislost, pomanjkanje kisika ter nizke temperature šote, v kateri je bilo truplo pokopano. Običajno kislost šote pri barjanskih mumijah povzroči propad kosti, mehka tkiva pa se ohranijo.
Raziskave in rentgenski posnetki so pokazali, da je glava trupla nepoškodovana, dobro pa so ohranjeni tudi srce, pljuča in jetra. Arheologi Muzeja v Silkeborgu ocenjujejo, da gre za moškega, ki je bil v času smrti star okoli 40 let in je bil visok okoli 161 cm, kar je malo celo za takratne razmere. Dopuščajo pa možnost, da se je truplo v šoti skrčilo.
Raziskave, opravljene leta 1950, so nakazovale, da so moškega obesili in ne zadavili. Vrv je namreč poškodovala kožo pod brado in na straneh vratu, poškodb na zadnji strani vratu, kjer je bila zanka, pa ni bilo. Nove forenzične raziskave, opravljene leta 2002, so prvotne domneve potrdile, saj so znanstveniki našli še druge dokaze. Kljub temu, da vratna vretenca niso bila poškodovana (kar je pogosto pri smrtih z obešanjem), pa je bil jezik otečen, kar govori v prid teoriji o obešanju.
Znanstveniki so proučili tudi vsebino želodca in črevesja. Ugotovili so, da je bil zadnji žrtvin obrok sestavljen iz kaše iz zrnja in semen. Identificirali so okoli 40 različnih vrst semen divjih in gojenih rastlin. Kašina osnova so bila ječmen, laneno seme, seme navadnega rička in seme ptičje dresni. Glede na prebavljenost hrane naj bi žrtev zadnji obrok zaužila med 12 in 24 ur pred smrtjo. Glede na to, da v kaši ni bilo ostankov mesa in sadja, znanstveniki predvidevajo, da je žrtev umrla pozimi.
V formalinu so znanstveniki za kasnejše raziskave ohranili obe stopali in desni palec. Leta 1976 je danska policija naredila analizo prstnega odtisa Moža iz Tollunda, kar pomeni, da je njegov odtis eden najstarejših na svetu.

## Ogled
Truplo Moža iz Tollunda je trenutno na razstavi v muzeju v Silkeborgu na Danskem. Originalna je le glava, saj prezervacijska tehnika mehkih tkiv v zgodnjih petdesetih letih 20. stoletja ni bila dovolj razvita, da bi znanstvenikom uspelo ohraniti celo truplo. Tako je telo trupla počasi propadlo, glavo pa so uspeli prezervirati. Leta 1987 so rekonstruirali telo na podlagi skeletnih ostankov. Danes je na umetno telo pritrjena prava glava.